# Ska punk
Ska punk é um gênero musical de fusão que combine o ska com o punk rock, e faz parte da terceira onda ska.
Suas características podem variar devido ao contraste entre os dois estilos. Estilos mais voltados ao punk geralmente apresentam tempo mais rápido, distorção de guitarra, interlúdios do punk, vocal nasalado e gritado. Por outro lado, estilos mais voltados ao ska geralmente apresentam uma instrumentação mais técnica e um vocal mais limpo.
A instrumentação básica do estilo inclui guitarra, baixo, bateria, saxofone, trombone, trompete e órgão.

## História
O ska e o punk rock foram combinados pela primeira vez durante o movimento Two tone no final da década de 1970 com bandas como The Specials, The Selecter e The Beat. A fusão dos gêneros cresceu na década seguinte durante a terceira geração ska.
O ska punk atingiu o auge de sua popularidade na década de 1990 nos Estados Unidos tendo como duas das principais bandas o No Doubt, influenciado pelo Madness, e o Sublime, que por sua vez foi bastante influenciado pelo Voodoo Glow Skulls, apesar de terem sido bastante reconhecidos também pelo mundo. Na Europa a banda espanhola Ska-P, apesar de cantar somente em espanhol, atingiu grandes audiências na França, Alemanha e Itália.
Várias bandas de ska punk atingiram sucesso comercial. The Mighty Mighty Bosstones apareceram no filme Clueless, e seu álbum Let's Face It (1997) alcançou o disco de platina. Save Ferris apareceu no filme 10 Things I Hate About You. O sucesso durou pela década de 2000 para bandas como No Doubt (ganhadora de Grammy) e Less Than Jake.

## Principais bandas
- Against All Authority
- Aquabats
- Big D and the Kids Table
- Boikot
- Catch 22
- Choking Victim
- Five Iron Frenzy
- Goldfinger
- Julio Igrejas
- Less Than Jake
- Made in Paradise
- Mad Caddies
- Mustard Plug
- No Doubt
- Operation Ivy
- Rancid
- Reel Big Fish
- Ska-P
- Streetlight Manifesto
- Sublime
- The Clash
- The Insyderz
- The Interrupters
- The Mighty Mighty Bosstones
- Otêmia
- The O.C. Supertones
- The Suicide Machines
- Too Short Notice
- Upstanding Youth
- Voodoo Glow Skulls
- Swell